# Jerzy Bazyli Dekański
Jerzy Bazyli Dekański (ur. 2 listopada 1897 we Lwowie, zm. 28 lutego 2000 w Warszawie) – major lekarz Wojska Polskiego.

## Życiorys
Po ukończeniu gimnazjum wstąpił w szeregi Legionów Piłsudskiego. Był ogniomistrzem w 1 pułku artylerii . Następnie walczył na wojnie z bolszewikami. 1 czerwca 1921 roku, w stopniu porucznika, pełnił służbę w Oddziale I Sztabu Ministerstwa Spraw Wojskowych w Warszawie, a jego oddziałem macierzystym był 1 pułk artylerii polowej Legionów.
Po zakończeniu wojny pozostał w szeregach Wojska Polskiego i rozpoczął studia na Wydziale Lekarskim Uniwersytetu Warszawskiego. 3 maja 1922 roku został zweryfikowany w stopniu porucznika ze starszeństwem z dniem 1 czerwca 1919 roku i 90. lokatą w korpusie oficerów sanitarnych, grupa medyków (później grupa podlekarzy). Jego oddziałem macierzystym była wówczas Kompania Zapasowa Sanitarna Nr 6. W 1923 roku był przydzielony do 42 pułku piechoty w Białymstoku na stanowisko młodszego lekarza pułku z jednoczesnym odkomenderowaniem na Uniwersytet Jana Kazimierza we Lwowie, pozostając oficerem nadetatowym 1 batalionu sanitarnego w Warszawie. W następnym roku został odkomenderowany na Uniwersytet Warszawski.
W 1925 uzyskał doktora medycyny, jako specjalizację wybrał patologię ogólną i doświadczalną oraz anatomię patologiczną. 12 kwietnia 1927 roku awansował na kapitana ze starszeństwem z dniem 1 stycznia 1927 roku i 21. lokatą w korpusie oficerów sanitarnych, w grupie lekarzy. W latach 1928–1932 pełnił służbę w Szkole Gazowej w Warszawie, pozostając w kadrze oficerów służby zdrowia. Był specjalistą w zakresie gazów bojowych, równocześnie prowadził praktykę lekarza wojskowego. W latach 1934–1939 był wykładowcą w Centrum Wyszkolenia Sanitarnego w Warszawie. W 1936 roku mieszkał przy ulicy Koszykowej 79b. Dwa lata później zamieszkiwał przy Topolowej 17. Prowadził również szkolenia dla kadry kierowniczej Uniwersytetu Warszawskiego i studentów tamtejszego Wydziału Lekarskiego. 27 czerwca 1935 roku awansował na majora ze starszeństwem z dniem 1 stycznia 1935 roku i 15. lokatą w korpusie oficerów sanitarnych.
Po upadku kampanii wrześniowej przedostał się do Francji, gdzie został zastępcą dowódcy wyszkolenia służby zdrowia Polskiego Wojska w Camp de Coëtquidan. Po upadku Francji ewakuował się do Wielkiej Brytanii, tam został zatrudniony w tajnym Instytucie Badań nad Gazami Bojowymi w Szkocji, równocześnie rozpoczął współpracę z Uniwersytetem w Edynburgu. Po powołaniu w 1941 Polskiego Wydziału Lekarskiego został kierownikiem Katedry Farmacji i jako profesor objął stanowisko starszego wykładowcy farmakologii ogólnej i doświadczalnej. Po cofnięciu uznania rządowi polskiemu na emigracji przez rząd brytyjski w lipcu 1945 wydział rozwiązano, Jerzy Bazyli Dekański podjął wówczas decyzję o pozostaniu w Wielkiej Brytanii, podjął wówczas pracę na Uniwersytecie Edynburskim przy laboratoryjnej syntezie leków oraz prowadził badania nad hormonami przysadki mózgowej, a także nad środkami zapobiegającymi przerostowi prostaty. Od 1950 równocześnie prowadził własny zakład farmakologiczny „Organon Laboratory”. Pozostał aktywny do dziewięćdziesiątego roku życia, podjął wówczas decyzję o powrocie do ojczyzny. Wznowił wówczas uprawnienia lekarskie, a także zaangażował się w działalność Warszawskiej Izby Lekarskiej oraz Kół SPSan i CWSan przy Wojskowej Akademii Medycznej. W 1997 został uhonorowany najwyższym odznaczeniem Polskiego Towarzystwa Lekarskiego medalem „Gloria Medicinae”. Okręgowa Izba Lekarska w Warszawie przyznała Jerzemu Bazylemu Dekańskiemu godność Delegata Honorowego, a Prezydent Rzeczypospolitej odznaczył go Krzyżem Komandorskim Polonia Restituta. Zmarł w wieku 102 lat, spoczywa na cmentarzu Wawrzyszewskim, większą część swojej biblioteki i pamiątek osobistych przekazał do Zbiorów Specjalnych Głównej Biblioteki Lekarskiej.

## Ordery i odznaczenia
- Krzyż Komandorski Orderu Odrodzenia Polski - 1997
- Krzyż Niepodległości
- Złoty Krzyż Zasługi[17]
- Odznaka Honorowa Polskiego Czerwonego Krzyża 3 stopnia[9]